# La Nécessité de l'athéisme
La Nécessité de l'athéisme (The Necessity of Atheism, en anglais) est un traité sur l’athéisme publié sans nom d’auteur par Percy Bysshe Shelley en 1811 lorsqu’il était étudiant à l’université d'Oxford.
Shelley envoya à tous les évêques anglais et au vice-chancelier d’Oxford un exemplaire de ce pamphlet dont le contenu fut jugé si choquant ainsi par les autorités universitaires que Shelley fut, avec son ami Thomas Jefferson Hogg, expulsé d’Oxford, le 25 mars 1811, pour avoir refusé de comparaître devant elles. Le père de Shelley ayant proposé de s’entremettre à condition que son fils désavoue publiquement ses opinions, celui-ci s’y refusa et préféra rompre avec son père.
Une version révisée et augmentée de la Nécessité de l’athéisme a été imprimée en 1813 sous le titre de Réfutation du déisme.

## Texte en ligne
- Réfutation du déisme, trad. par Albert Savine, Paris, P.-V. Stock, 1903